# Hradec nad Svitavou
Hradec nad Svitavou là một làng thuộc huyện Svitavy, vùng Pardubický, Cộng hòa Séc.